# Patrizia Paterlini
Patrizia Paterlini, o Patrizia Paterlini-Bréchot, nome che utilizza a seguito del matrimonio con Christian Bréchot, (Reggio nell'Emilia, ...), è un medico e oncologa italiana che svolge la sua attività di insegnamento e di ricerca nel campo della biologia cellulare e molecolare presso l'Università Parigi-Descartes e l'Inserm, Istituto nazionale francese della salute e della ricerca medica.

## Biografia
Si laureò in medicina all'Università di Modena e Reggio Emilia nel 1978 con una tesi sul linfoma di Hodgkin. Conseguita una specializzazione in ematologia, ricoprì ruoli accademici presso l'Università dell'Aquila (1981) e di Bologna (1984) nei dipartimenti di ematologia, gastroenterologia e oncologia.
Nel 1988 Patrizia Paterlini raggiunse Parigi aggregandosi al gruppo di ricercatori di biologia molecolare guidato dal professore francese Christian Bréchot che poi divenne suo marito.
Nel 1994 lasciò l'università bolognese per l'Università Parigi-Descartes. Ha messo a punto il test ISET, un esame del sangue che consente di individuare la presenza di cellule cancerogene molto prima che lo ottengano altri esami come Pet, Tac o risonanza magnetica.

## Opere
- Metodologia diagnostica con Mario Coppo, Padova, Piccin, 1987 ISBN 88-299-0514-3
- Uccidere il cancro, Milano, Mondadori, 2017 ISBN 978-88-04-68027-7